# Saurauia punduana
Saurauia punduana är en tvåhjärtbladig växtart som beskrevs av Nathaniel Wallich. Saurauia punduana ingår i släktet Saurauia och familjen Actinidiaceae. Inga underarter finns listade i Catalogue of Life.